# Landmark Records
Landmark Records est un label discographique américain de jazz, actif entre 1985 et 1992, fondé par Orrin Keepnews. Landmark a publié des œuvres de Donald Byrd, Jack DeJohnette, Jimmy Heath, Vincent Herring, Bobby Hutcherson, Mulgrew Miller, Buddy Montgomery, et des rééditions de Cannonball Adderley.
Son catalogue comprend également deux albums de jazz du Kronos Quartet dans lesquels ils reprennent les œuvres de Bill Evans et de Thelonious Monk. Landmark est racheté par Muse Records en 1993. Muse et Landmark sont rachetés par 32 Jazz en 1996,,,. En 2003, Savoy Jazz (devenu une filiale de Nippon Columbia) rachète à 32 Jazz les droits sur les catalogues de Muse et Landmark.